# Bahnhofsanlage Wandlitzsee mit dem Strandbadbereich

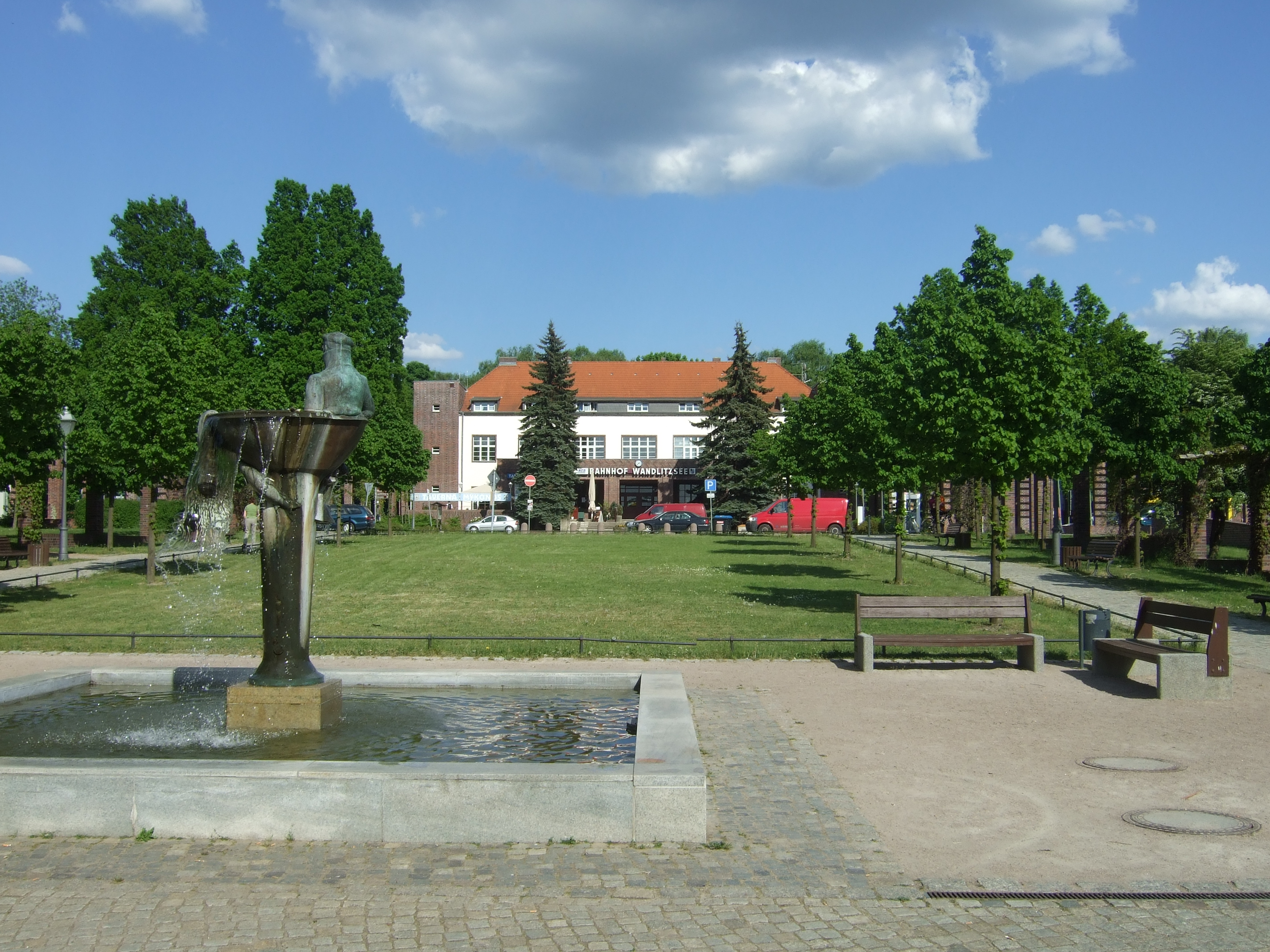
Blick auf die Bahnhofsanlage von Westen her:
im Vordergrund der Fischerbrunnen, dahinter der Bahnhofsvorplatz mit den Pergolen; im Hintergrund das Bahnhofsgebäude.

Die Bahnhofsanlage Wandlitzsee mit Strandbadbereich ist ein Baudenkmalsensemble im Ortsteil Wandlitzsee der Gemeinde Wandlitz. Sie wurde 1928 fertiggestellt und besteht aus dem zweistöckigen Bahnhofsgebäude, einer großen nach Südwesten angeschlossenen Terrasse mit Freitreppe, symmetrisch flankiert von Pergolenwegen. Diese Wege führen rechts und links an einem befestigten Bahnhofsvorplatz vorbei, werden unterbrochen von der Prenzlauer Chaussee (dem Ortsabschnitt der Bundesstraße 109) und setzen sich dann bis zum Wandlitzer See fort. Hier schließt sich ein großzügig ausgelegtes Strandbad mit einem Strandcafé an, das bereits 1923 eröffnet wurde.
Das Ensemble, nach Plänen des Architekten und Direktors der Berliner Kunstgewerbeschule Wilhelm Wagner errichtet, zählt zum Stil der Neuen Sachlichkeit. Es steht unter Denkmalschutz und heißt in der amtlichen Liste Bahnhof Wandlitzsee mit Empfangsgebäude, Ladenzeilen, Wagenhalle, Tankstelle und Pergolen. Der Bahnhof wurde für die Heidekrautbahn errichtet, die der Niederbarnimer Eisenbahn-AG (NEB) gehört, und wird durch Züge der Regionalbahnlinie RB 27 im Stundentakt in Richtung Berlin-Karow und Klosterfelde, sowie alle zwei Stunden über Klosterfelde hinaus, nach Groß Schönebeck bedient. In der Woche verkehren morgens und nachmittags zusätzliche Züge bis Berlin-Gesundbrunnen.

## Geschichte
Das bereits 1923 eröffnete Seebad (Strandbad) direkt am Ufer des Wandlitzer Sees war schnell zu einem Publikumsmagneten geworden. Weil die Individualmotorisierung gerade erst begann, diente die 1901 in Betrieb genommene Strecke der NEB zwischen Berlin-Wilhelmsruh und Groß Schönebeck als wichtiger Zubringer der Erholungssuchenden. Die 1905 als Bedarfshaltepunkt eröffnete Bahnstation Wandlitzsee musste deshalb zu einem repräsentativen Bahnhof ausgebaut werden. Das Eisenbahnmanagement und der Gemeindevorstand von Wandlitz konnten den Architekten des Strandbads Wilhelm Wagner  für das neue Projekt gewinnen. Wagner gelang es, alle modernen Vorstellungen für den Empfangsbereich eines Ausflugsortes vor den Toren Berlins in seinem Bahnhofsentwurf zusammenzufassen. Selbst die Fernstraße wurde in seine Pläne integriert, die in diesem Bereich zwischen 1924 und 1926 mit einem neuen Kleinpflaster-Belag eine einheitliche Oberflächenstruktur erhielt.
Zwischen 1923 und 1928 wurden die Arbeiten an den verschiedenen Gebäuden ausgeführt, und noch 1928 erfolgte die feierliche Eröffnung des Bahnhofsgebäudes. Der Vorplatz diente als Zufahrt für Kutschen und Kraftfahrzeuge.

## Bauwerksbeschreibung nach der Fertigstellung

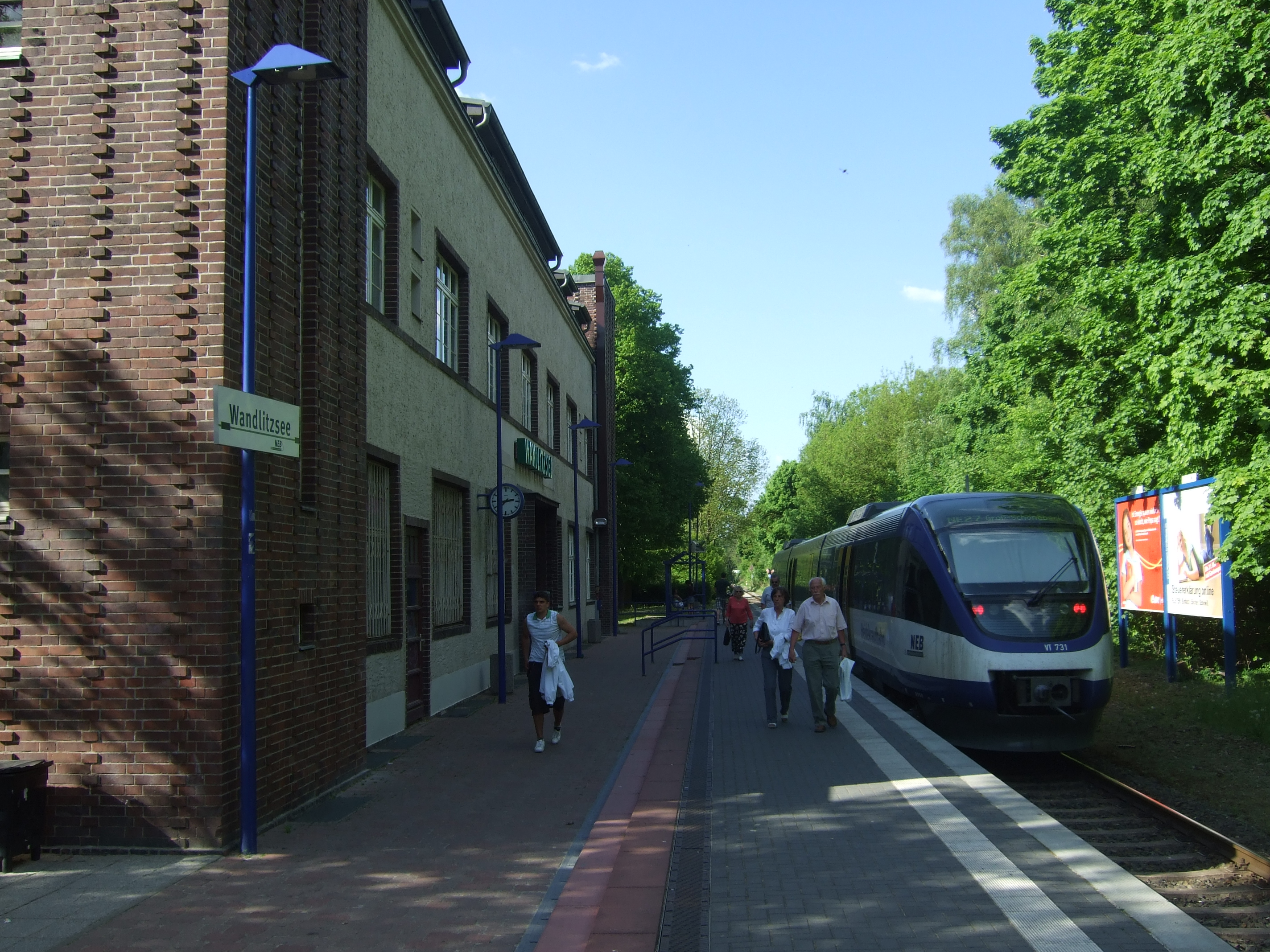
Östliche Seite des Bahnhofs

Alle Teile des Bauensembles sind gemauert und verklinkert. Sie werden der Neuen Sachlichkeit zugeordnet.
- Das Bahnhofsgebäude (Grundfläche etwa 40 Meter × 15 Meter) besaß einen Wartesaal, Gepäckaufbewahrungsmöglichkeiten, eine Vorhalle und darin drei Fahrkartenschalter. Die Bahntechnik befindet sich in gesonderten Räumen des Gebäudes. Der westliche Flügel des Hauses war zur Aufnahme einer Bahnhofsgaststätte konzipiert, das heißt, er bot Gastzimmer, einen Küchentrakt und Sanitärräume. Zwischen dem Bahnhofsgebäude und der Bahnsteigkante gab es ein Schutzdach. Die beiden oberen Stockwerke beherbergten Dienstwohnungen und Verwaltungsräume der Bahngesellschaft.
- Die Wandelgänge zwischen dem Bahnhofsgebäude und dem Strandcafé sind mit viereckigen Pfeilern im Abstand von je fünf Metern und einer Breite von etwa sechs Metern angelegt und mit Holzbohlen lose überdacht. Die auch Pergolen genannten Gänge bestehen aus verklinkertem Mauerwerk, sind berankt und an den Seiten wurden Bäume gepflanzt.
- Der Bahnhofsvorplatz ist rund 30 Meter × 25 Meter groß und mit kleinen Pflastersteinchen belegt.
- Beiderseits der Pergolen am Bahnhofsvorplatz schließen sich Flachbauten als Verkaufseinrichtungen an, etwa in den Maßen 25 Meter (entlang der Straße) und 15 Meter (in die Tiefe). Sie beherbergten Lebensmittelläden, einen Bäcker und einen Spielwarenladen.
- Als südlicher Abschluss des Ensembles entstand eine Tankstelle mit zwei Tanksäulen sowie einem Wohn- und Geschäftshaus für den Tankwart (Prenzlauer Chaussee 163). Diese Einrichtung wurde noch bis weit in die 1960er Jahre genutzt. Als der Betreiber Minol schließlich aufgegeben hatte, quartierte sich im Tankwärterhäuschen eine Nebenstelle der Deutschen Post ein.
- Der Zugang zum See erfolgt westlich der Chaussee über eine geneigte Promenade, von der aus Parkmöglichkeiten für die Fahrzeuge der Besucher angelegt waren. Der Mittelbereich wurde mit Blumenbeeten geschmückt.
- Eine besondere Attraktion bildete das Strandcafé. Es besaß südlich des Eingangsbereichs eine Bar, deren Tanzfläche ein Glasmosaik aufwies. Es wurde während des Barbetriebs von unten beleuchtet. In den 1970er Jahren erweiterte der damalige Betreiber, die HO, das Café zu einem Speiserestaurant und nannte es nun Strandrestaurant. Es hat eine größere Terrasse direkt zum See hin.
- Das gesamte Strandbad – in den Maßen 200 Meter lang und durchschnittlich 30 Meter breit – war ein wichtiger Bestandteil der hier beschriebenen Bahnhofsanlage mit Strandbadbereich. Wie zur Bauzeit üblich, wurden kleine Umkleidekabinen entlang der Umfassungsmauer angelegt. Ein Wiesen- und Sandstrand lud und lädt die Besucher des Freibads zur intensiven Nutzung. Schließlich komplettierte eine Bootsausleihe den Freibereich. Mit Sprungturm, Nichtschwimmer- und Schwimmerbereich bot die Anlage den Besuchern von Wandlitz abwechslungsreiche Möglichkeiten.

## Änderungen zwischen 1990 und 2009

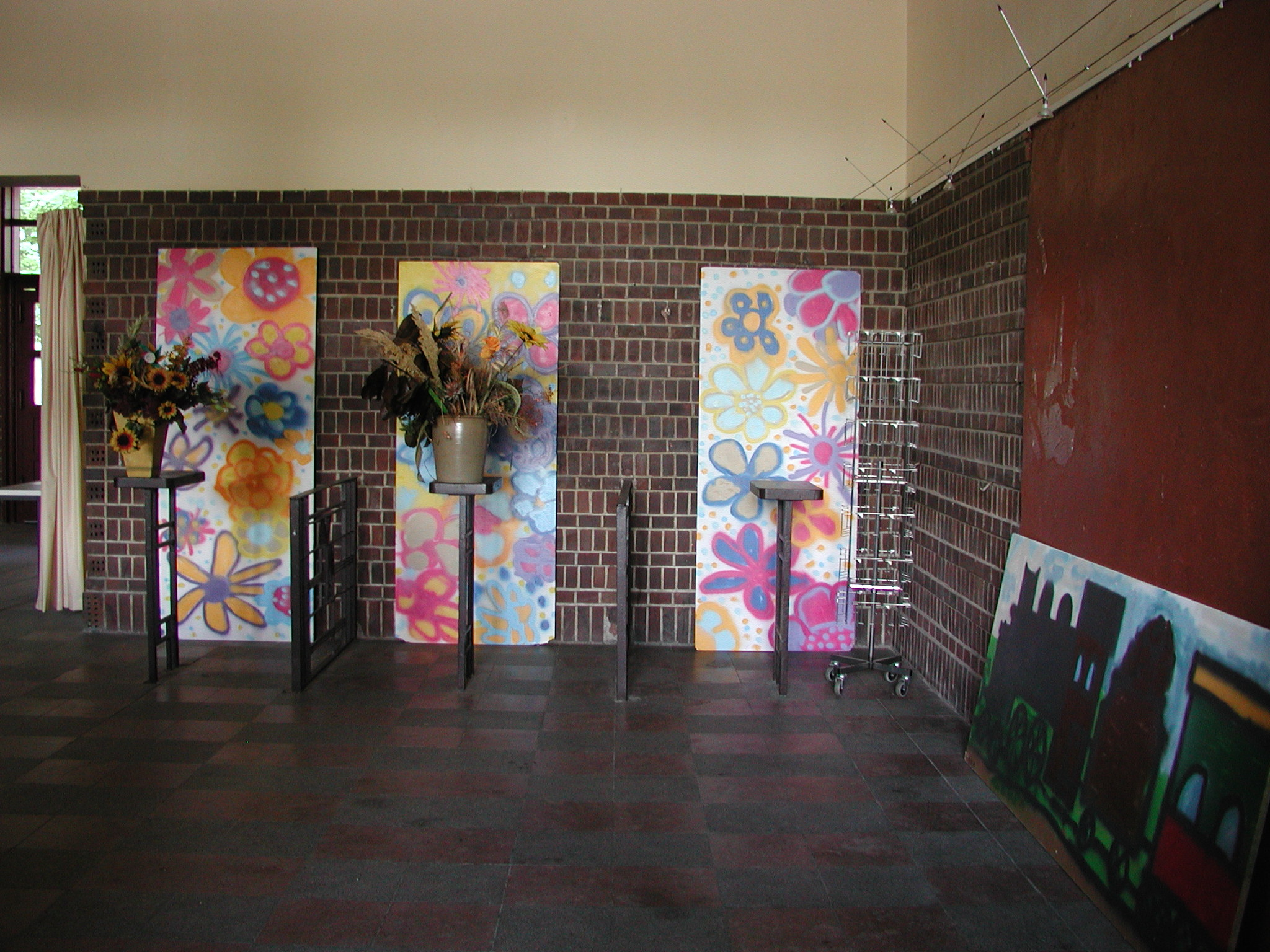
Kulturbahnhof Wandlitzsee

- Nachdem das Bahnhofsgebäude 1997/98 umfangreich saniert worden war, diente es nicht mehr seinem ursprünglichen Zweck. In Abstimmung mit dem Management der Niederbarnimer Eisenbahn-AG (NEB) als Eigentümer wurde ein Kulturbahnhof daraus, in dessen früherer Bahnhofshalle Ausstellungen oder Veranstaltungen stattfanden.
Die früheren Diensträume im Obergeschoss wurden von der Gemeindeverwaltung (Bibliothek und Bauamt) benutzt. Die Bahnhofsgaststätte wurde verpachtet, und ein griechisches Restaurant zog ein. Zeitweilig betrieb auch ein weiterer Gastwirt die südöstlichen Räumlichkeiten. Der Haltepunkt Wandlitzsee konnte in dieser Zeit nur über einen seitlich gelegenen Zu- bzw. Abgang erreicht werden.
- Seit Beginn des 21. Jahrhunderts gibt es im nördlichen Flachbau zwei kleine Restaurants, einen Schuhladen, ein Immobilien- und Wettbüro. Im südlichen Flachbau ist eine Bäckerei/Konditorei erhalten; im hinteren Bereich wurde um 1992 ein moderner Flachbau der Lebensmittelkette Edeka hinzugebaut.
- Nach der Wende stand das Tankwärterhäuschen nicht lange leer, die Buchhändlerin Brigitte Oertel hatte es gemietet und bot hier bis etwa 2016 Schreibwaren, Bücher und Zeitschriften sowie Schulzubehör an.[3] 
Die Zufahrt für die Autos ist noch erkennbar, das Wetterschutzdach musste aber inzwischen wegen Baufälligkeit entfernt werden. Im Jahr 2017 steht das kleine Haus leer.
- 1998 ließ die Gemeindeverwaltung die Grünfläche zwischen dem Autoparkplatz und dem Strandrestaurant neu gestalten. Der Berliner Künstler Michael Klein gestaltete einen Springbrunnen nach der Sage „Wie die Maränen in den See kamen“ mittels eines bronzenen Beckens, einem Fischer und dem Text der Sage auf einer Bronzeplatte auf dem Boden vor der Anlage. Der Brunnen erhielt die offizielle Bezeichnung Fischerbrunnen und wurde im Jahr 2000 vor dem Strandrestaurant aufgestellt.

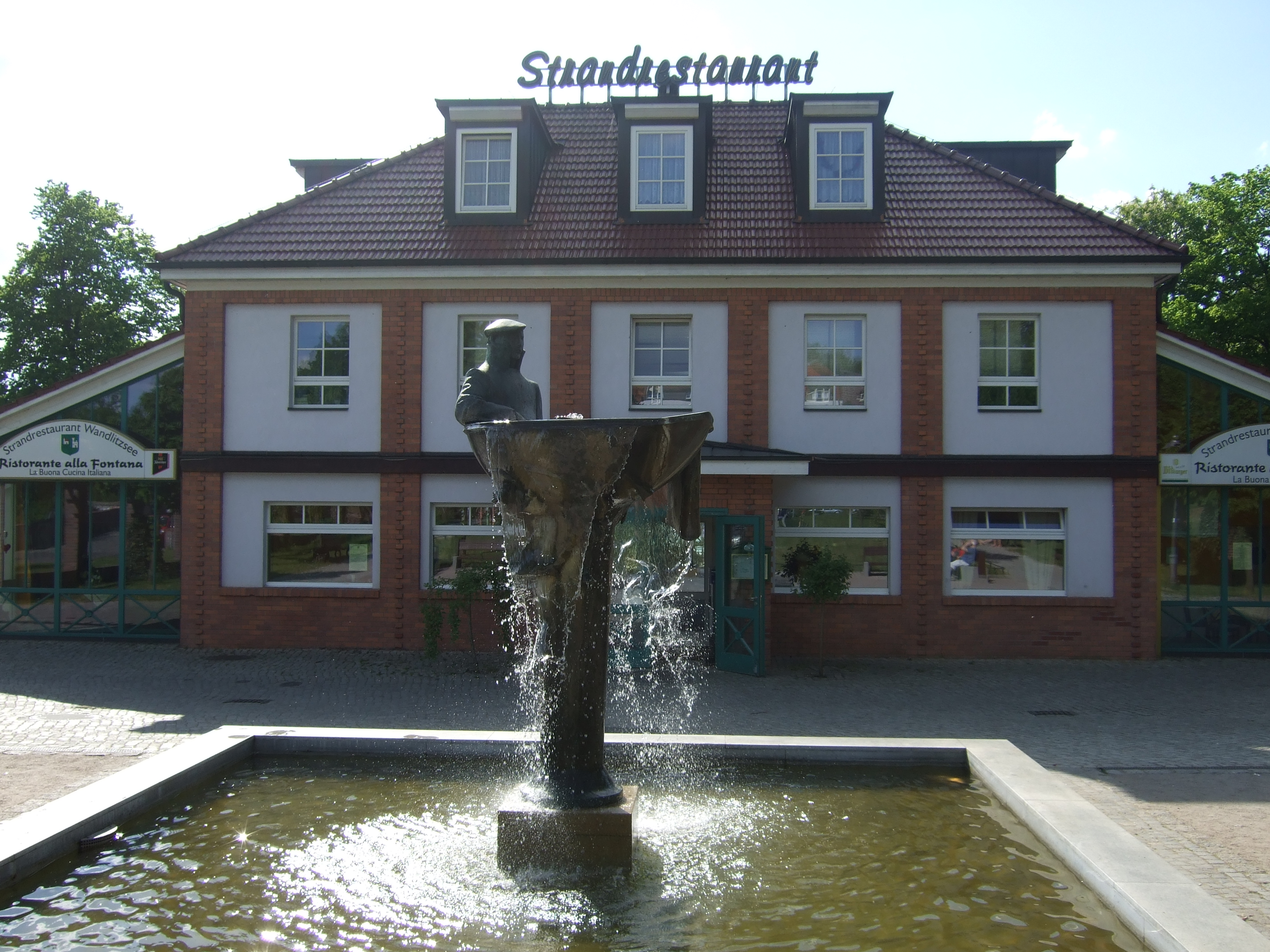
Strandrestaurant mit Fischerbrunnen davor, 2008, gesehen von Osten

- Für das Strandrestaurant fand sich nach der Wende ein italienischer Gastronom zur Bewirtschaftung. Er musste das Gebäude, nachdem es samt seinem Schriftzug unter Denkmalschutz gestellt worden war, wieder verkleinern und die Front zur Straße hin nach alten Vorbildern zurückbauen lassen.
- Das Freibad gibt es auch weiterhin – nun mit modernem Sprungturm und Wasserrutsche, ebenfalls die Bootsausleihe, um Wassertreter und Kajaks erweitert. Besitzer und Betreiber ist die Gemeinde Wandlitz, die dafür an den Seebesitzer (seit 2003 privatisiert) eine jährliche Pacht zahlt.

## Nutzungen ab 2010
Die Gemeinde und die NEB hatten um das Jahr 2008 einen totalen Umbau des Bahnhofstrakts beschlossen, für den 350.000 Euro investiert wurden. Seit 10. Oktober 2009 bietet die wieder für den Publikumsverkehr geöffnete Bahnhofshalle neben dem Fahrscheinverkauf ein Modecafé, einen Blumenladen und weitere kleine Gewerbeeinheiten.
Im Januar 2010 ist die Tourist-Information aus dem Foyer des Rathauses in das Bahnhofsgebäude umgezogen. Das Restaurant mit griechischer Küche musste um 2013 schließen, weil die NEB hier einen Fahrradverleih eingerichtet hat.
Der dem Bahnhofsgebäude vorgelagerte Platz dient seit langem als Parkplatz und wird nach dem Willen der Gemeindeverwaltung attraktiver umgestaltet (eine große Neugestaltung). Dafür fanden Diskussionen mit den Einwohnern sowie die Einbeziehung von Vorschlägen von Firmen statt. Die konkreten Arbeiten und Schritte wurden ausgeschrieben und 2023 begannen die Aktivitäten, die in drei Abschnitte gegliedert ist: In Phase 1 wurden bis Ende 2024 die Fußwege unter den Pergolen erneuert, in Phase 2 werden der große Parkplatz und die Grünstreifen neu hergerichtet, zudem entstanden Ladesäulen für Elektroautos. Phase 3 bindet die Zufahrten an die Prenzlauer Chaussee neu an. Alle Arbeiten werden im April 2025 beendet.